# 小行星2791
小行星2791（2791 Paradise）是一颗围绕太阳公转的小行星。1977年2月13日，舒爾特·巴斯在帕洛马山发现了此天体。
該小行星以美國加利福尼亞州的城市天堂命名。
这颗小行星的绝对星等为165.70086等。